# حسن كهل (أوجان الغربي)
حسن كهل (بالفارسية: حسن‌کهل) هي مستوطنة تقع في إيران في قسم أوجان الغربي الريفي. يقدر عدد سكانها بـ 60 نسمة .